# Slaget vid Granikos
Slaget vid Granikos stod 334 f.Kr. vid den lilla grunda floden Granikos, som nu heter Kocabaş, efter att Alexander den store korsat Hellesponten och inlett sitt fälttåg mot Perserriket. Det var det första större fältslaget under fälttåget och blev en makedonsk seger.
Slaget behandlas av flera antika historiker, som Diodorus Siculus, Plutarkos samt Arrianos, som anses basera sin beskrivning Anabasis Alexandri på samtida källor.

## Slaget
Alexander hade en här på cirka 40000 man och de persiska satraperna disponerade troligen 33000–40000 man, varav cirka 8000 grekiska hopliter. Satraperna i Anatolien hade bestämt sig för att söka fältslag med den makedonska hären så snart som möjligt. Vid vattendraget Granikos fanns en lämplig höjd att ställa upp hären. Det persiska kavalleriet kom fram före makedonierna, men Alexander beslöt sig för att anfalla över floden med en gång innan persernas hopliter kom på plats.
När det persiska kavalleriet flydde blev de grekiska legosoldaterna, som inte ens hunnit delta i slaget, kvarlämnade på det öppna fältet och slaktade av Alexanders trupper. Enligt Arrianos förlorade Alexander bara 115 män.